# Венко Сабрутев
Венко Николов Сабрутев е български икономист и политик от „Продължаваме промяната“. Народен представител в XLVII народно събрание.

## Биография
Венко Николов Сабрутев е роден на 6 август 1984 г. в град София, Народна република България. Икономист по образование. Магистър по „Управление на международни проекти“ и магистър по „Маркетинг“ от Университета за национално и световно стопанство.
Преди да влезе в политиката, Венко Сабрутев натрупва над 15 години професионален опит в големи международни и местни компании. Последните 10 години работи в сферата на енергетиката, няколко години от които заема и ръководни длъжности в компании от двата дяла на сектора – горива и електроенергия. В кариерата си натрупва значителен опит в управлението на мащабни проекти, търговията, маркетинга, иновациите и устойчивото развитие.
Женен с две деца.

## Политическа кариера
На парламентарните избори през ноември 2021 г. е избран за Народен представител от листата на „Продължаваме промяната“ от 23 МИР София. Участва и в листата на 11 МИР Ловеч.
Като Народен представител в XLVII народно събрание е избран за заместник председател на Комисията по бюджет и финанси и член на Комисията по енергетика. Основните му задължения са изготвянето и приемането на 3-те държавни бюджета (ЗДБ, ЗБНЗОК, ЗБДОО), законодателни инициативи свързани с финансите, данъчното облагане и енергетиката. Има активна роля в решаването на енергийната криза породена от високите цени на енергоносителите, в защита на битовите и небитовите потребители на електроенергия и природен газ.
През есента на 2022 г. отново е кандидат за народен представител от "Продължаваме промяната". Той е пети в листата в 23 МИР София. Участва и в листата на 11 МИР Ловеч.